# Termogenesi da attività non associabile all'esercizio fisico
La NEAT, acronimo che sta per Non-exercise activity thermogenesis, traducibile in italiano come Termogenesi da attività non associabile all'esercizio fisico, è un processo metabolico, sottoprocesso della termogenesi.

## Definizione
La termogenesi da attività non attribuibile all'esercizio fisico (NEAT) rappresenta il dispendio energetico di tutte le attività fisiche diverse da quelle volitive e programmate, ovvero le attività fisico-sportive. In altre parole, rappresenta il dispendio energetico che non riguarda il metabolismo basale, o gesti come il dormire, il mangiare, e l'attività fisica. La NEAT comprende attività che coinvolgono il corpo, ma che non sono associabili alla vera e propria attività fisica, ad esempio camminare, muoversi, parlare, stare in piedi, salire le scale, scrivere, accovacciarsi, cucinare, allacciarsi le scarpe, lavare i piatti, fare lavori manuali, agitarsi ecc, ovvero tutti i movimenti ordinari e quotidiani che vengono eseguiti abitualmente. L'ammontare del NEAT che compie L'uomo rappresenta il risultato della quantità e del tipo di attività fisiche (non fisico-sportive) e il costo energetico di ogni attività. Il NEAT può costituire tra il 15 fino al 50% del dispendio calorico quotidiano. Assieme alla termogenesi da attività fisica (EAT), il NEAT rappresenta l'ammontare del dispendio energetico associato all'attività generale svolta durante la giornata (EEPA, Energy Expenditure due to Physical Activity), a loro volta inclusi nel calcolo o stima del metabolismo totale (MT) o del dispendio calorico giornaliero.
La NEAT include tutte le attività che ci rendono unici, vivi, attivi, e indipendenti, ed è relativo ad attività come lavorare, giocare e ballare. Dal momento che persone dello stesso peso presentano livelli largamente variabili di attività, non sorprende che la NEAT possa variare sensibilmente tra i soggetti, arrivando anche ad una differenza di 2000 kcal quotidiane.

## Metodi di misurazione
La NEAT può essere misurata con due metodi:
- Il primo è quello di misurare o stimare il NEAT totale. In questo caso, viene misurato il dispendio energetico quotidiano (metabolismo totale o MT), e da questo vengono sottratti il dispendio calorico basale (metabolismo basale o MB), la termogenesi da attività fisica e la termogenesi indotta dalla dieta (TID), la differenza è rappresentata dal NEAT.
- Il secondo è un approccio che tiene conto dei diversi componenti del NEAT, e il suo totale è calcolato sommandoli tra loro[1].

## Fattori condizionanti
I fattori che incidono sul NEAT umano sono suddivisibili essenzialmente in: ambientali e biologici.
- fattori ambientali: come il tipo di professione, o i gesti quotidiani.

La larga diffusione di apparecchi che agevolano l'attività quotidiana e riducono gli sforzi fisici nei movimenti ordinari, come i vari elettrodomestici, i macchinari, come i veicoli e gli ascensori, ha causato un generale decremento del NEAT. La ricerca mostra un evidente rapporto tra l'utilizzo di questi stessi apparecchi e l'obesità. Gli stessi studi constatano che i soggetti che evitano completamente l'utilizzo di questi strumenti, ha la possibilità di consumare in un anno una quantità di energia equivalente a 5 kg di grasso. Alcuni banali gesti quotidiani possono incrementare il NEAT: passare dalla posizione seduta a eretta, o masticare una gomma possono riuscire ad aumentare il ritmo metabolico del 10-15%, rispetto alla condizione di riposo. L'agitazione aumenta il metabolismo del 40%, mentre camminare per 1,5, 3 o 5 km in un'ora lo incrementa rispettivamente, del 100, 150 o 200%. Salire le scale aumenta il ritmo metabolico del 200%.
- fattori biologici/genetici: come il peso, il sesso, e la composizione corporea.

Per quanto riguarda i fattori biologici/genetici, è stato osservato che la magrezza è correlata positivamente con livelli di NEAT più elevati. È stato ipotizzato che ciò sia dovuto al fatto che i soggetti predisposti all'accumulo di grasso, presentano maggiori difficoltà di movimento. Una volta perso peso, gli ex obesi continuano ad avviare un NEAT più ridotto rispetto ai soggetti magri.
All'interno dei fattori biologici, possono essere individuati anche fattori legati all'alimentazione e al bilancio calorico, con una tendenza ad aumentare il NEAT in proporzione all'assunzione calorica. Sebbene il reale processo termogenico legato in maniera diretta all'assunzione di cibo sia la termogenesi indotta dalla dieta (TID), la quale prevede una dispersione passiva di calore variabile in base al diverso macronutriente durante la digestione, anche il NEAT assume un ruolo indiretto nell'assunzione alimentare/calorica. 
Esso viene incrementato con la sovralimentazione per dissipare l'eccesso di energia e preservare la magrezza, e viene soppresso con la sottoalimentazione, meccanismi che si verificano in maniera analoga per la termogenesi alimentare (TID). Quando un soggetto assume quantità più abbondanti di cibo, esso tende ad aumentare spontaneamente e conseguentemente gesti e attività che incidano sul NEAT, come la camminata, in modo da compensare l'assunzione calorica. Ad esempio, in risposta alla sovralimentazione con surplus di 1000 kcal giornaliere rispetto ai livelli di mantenimento, è stato verificare un aumento spontaneo del NEAT di circa 350 kcal. Quando invece viene seguita una dieta ipocalorica col fine di ridurre il peso corporeo, si verifica un decremento del metabolismo basale, con una tendenza naturale a ridurre il NEAT. La mancata attivazione del NEAT può risultare in una maggiore predisposizione all'accumulo di grasso.

## Trattamento dell'obesità
L'aumento dell'obesità è associato alla riduzione dei livelli di attività fisica. Il NEAT ha un importante impatto sul bilancio energetico e l'aumento di peso. Relativamente poca attenzione è stata rivolta ai meccanismi centrali di dispendio energetico e di come la riduzione del NEAT possa contribuire al manifestarsi dell'obesità. Le evidenze scientifiche suggeriscono che una bassa NEAT possa verificarsi in casi di obesità, ma in maniera molto individuale. I soggetti obesi sembrano mostrare una tendenza innata a sedersi per 2.5 ore al giorno più della controparte rappresentata dai soggetti sedentari magri. Se gli individui obesi seguissero l'esempio dei sedentari magri, potrebbero incrementare un'ulteriore spesa di 350 kcal al giorno. L'obesità era una patologia rara un secolo fa, e l'essere umano non ha subito cambiamenti da quell'epoca. Dunque l'epidemia dell'obesità può riflettere l'aumento delle condizioni in cui le persone possono essere portate a sedersi, ed in particolare quelle che presentano una maggiore tendenza a farlo, se lo fanno, aumentano le probabilità di diventare obesi. Per invertire la tendenza all'obesità, è necessario sviluppare strategie individuali per promuovere il mantenimento della posizione in piedi e della deambulazione almeno per un tempo di circa 2,5 ore al giorno, ma anche riprogrammare le attività lavorative, scolastiche, e gli ambienti domestici, per portare l'individuo a condurre uno stile di vita attivo.